# Guelguén
Guelguén este o arie protejată (arie specială de conservare — SAC, sit de importanță comunitară — SCI) din Spania întinsă pe o suprafață de 1.062,4 ha, integral pe uscat.

## Localizare
Centrul sitului Guelguén este situat la coordonatele 28°49′34″N 17°52′12″W / 28.8262°N 17.87°V.

## Înființare
Situl Guelguén a fost declarat sit de importanță comunitară în octombrie 1999 pentru a proteja 4 specii de plante. Situl a fost protejat și ca arie specială de conservare în ianuarie 2010.

## Biodiversitate
Situată în ecoregiunea , aria protejată conține 8 habitate naturale: Tufărișuri termo-mediteraneene și de pre-deșert, Faleze cu floră endemică de pe coastele macaroneziene, Pajiști macaroneziene cu vegetație endemică, Păduri de Olea și Ceratonia, Galerii și tufărișuri riverane sudice (Nerio-Tamaricetea și Securinegion tinctoriae), Păduri macaroneziene de dafin (Laurus, Ocotea), Pante stâncoase silicioase cu vegetație casmofită, Păduri endemice cu Juniperus spp..
La baza desemnării sitului se află mai multe specii protejate de  plante (4): Anagyris latifolia, Ferula latipinna, Limonium arboreum, Woodwardia radicans.